# Macbeth (opera)
Macbeth je název opery Giuseppe Verdiho z roku 1847. Autorem libreta je Francesco Maria Piave na motivy divadelní hry Macbeth Williama Shakespeara.

## Hlavní postavy
- Macbeth (baryton)
- lady Macbeth, jeho manželka (soprán)
- Banco (bas)
- Fleance, jeho syn (němá role)
- Macduff (tenor)
- Duncan, skotský král (němá role)
- Malcolm, Duncanův syn (tenor)

## Obsah
Macbeth je dramatická opera o čtyřech dějstvích. Její děj se odehrává v 11. století ve Skotsku.

### První dějství
Po vítězné bitvě vyslechnou Macbeth a Banco věštbu čarodějnice, podle které se první stane nejprve šlechticem a později skotským králem a druhý předkem skotských králů. Jako potvrzení věštby je vzápětí Macbeth povýšen na hraběte.
Při návštěvě krále Duncana na Macbethově hradě přiměje lady Macbeth manžela, aby jej zavraždil a tím se posunul blíže k naplnění druhé části věštby. Zkrvavený nůž vsune Macbeth do ruky spícího králova strážce.

### Druhé dějství
Malcolm, Duncanův syn a právoplatný dědic trůnu, prchá, aby se vyhnul otcovu osudu, čímž na něj padá podezření, že sám otce zavraždil nebo nechal zavraždit. Macbeth tedy usedá na trůn, ale je stále zneklidněn třetí částí věštby, podle které bude po něm vládnout Bancův rod. Nechává proto Banca zavraždit, Bancův syn Fleance však uprchne.

### Třetí dějství
Macbeth se vrací k čarodějnici, která mu věští, že jej může porazit pouze pochodující birnamský les a zemřít může pouze rukou člověka neporozeného ženou. Přesto ale čarodějnice potvrzuje, že po Macbethovi nastoupí na trůn Bancův rod. Lady Macbeth proto vybízí Macbetha, aby pokračoval v hledání Bancova syna Fleance.

### Čtvrté dějství
Na pomezí Skotska se shromažďuje vojsko uprchlíků před Macbethovou krutovládou, které vede Malcolm. Ten nařizuje (aniž by tušil, že tím plní část věštby), aby se při pochodu vojáci zakryli větvemi stromů a takto maskovaní se přesunuli k zámku.
Lady Macbeth je pronásledována vinou za všechny uskutečněné kruté činy, takže zešílí a spáchá sebevraždu. Macbeth, sám také týrán pocitem viny, přijímá tuto zprávu lhostejně, stejně jako zprávu o pochodujícím lese – stále ještě věří, že ho nikdo nemůže zabít. V souboji je napaden Duncanovým bývalým důvěrníkem Macduffem a během souboje vychází najevo, že Macduff nebyl nikdy porozen, ale vyříznut z těla již mrtvé matky. Macbeth poznává, že přišla jeho hodina a po zásluze umírá.